# اتحاد البلقان

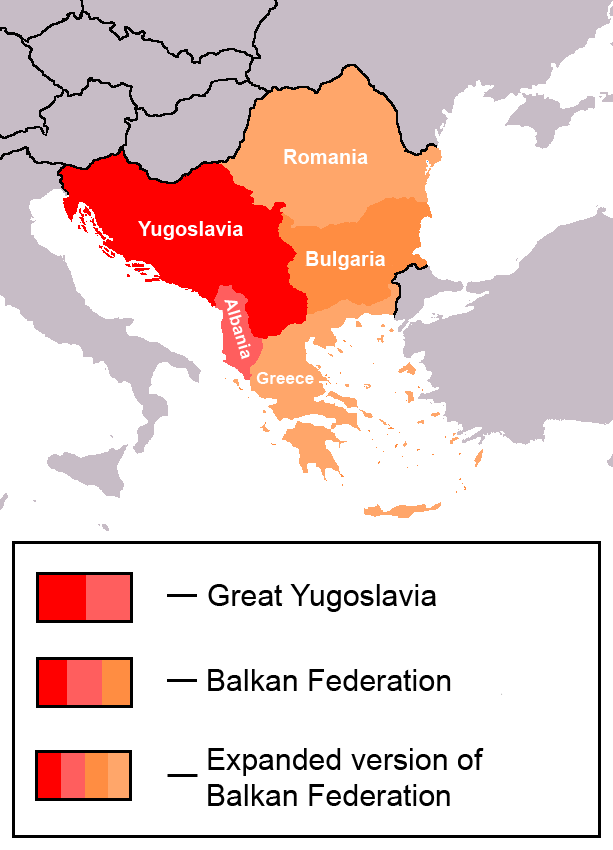
مشروع الشيوعية الدولية على اتحاد البلقان.

كان مشروع اتحاد البلقان حركة سياسية يسارية لإنشاء دولة في البلقان عبر توحيد يوغوسلافيا وألبانيا واليونان وبلغاريا ورومانيا.
ظهر مفهوم اتحاد البلقان في أواخر القرن التاسع عشر بين القوى السياسية اليسارية في المنطقة. لقد كان الهدف الرئيسي هو إقامة وحدة سياسية جديدة عبر جمهورية اتحادية مشتركة توحد شبه جزيرة البلقان على أساس الأممية والاشتراكية والتضامن الاجتماعي والمساواة الاقتصادية. كانت الرؤية الأساسية أن الحاجة التاريخية للتحرر كانت أساسًا مشتركًا للتوحيد مع وجود اختلافات بين شعوب البلقان.
مر تطور هذا المفهوم السياسي بثلاث مراحل. في المرحلة الأولى، تم توضيح الفكرة كرد فعل على انهيار الدولة العثمانية في بداية القرن العشرين. وفي المرحلة الثانية، التي كانت معظمها خلال فترة ما بين الحربين (1919–1936)، تبنت الأحزاب الشيوعية في البلقان فكرة اتحاد البلقان. تميزت المرحلة الثالثة بصدام القادة الشيوعيين في البلقان مع جوزيف ستالين، الذي عارض الفكرة خلال فترة ما بعد الحرب العالمية الثانية.

## الخلفية

تصور ريجاس فرايوس علم اتحاد دول البلقان.

في البداية وفي بلغراد عام 1865، أسس عدد من المثقفين في البلقان الاتحاد الشرقي الديمقراطي، واقترحوا اتحادًا من جبال الألب إلى قبرص استنادًا إلى الحرية السياسية والمساواة الاجتماعية. لقد أكدوا تمسكهم بمُثُل الثورة الفرنسية في إطار فيدرالية سانت سيمون وفيما يتعلق بالأفكار الاشتراكية لكارل ماركس أو ميخائيل باكونين. وفي وقت لاحق في فرنسا، تشكلت رابطة اتحاد البلقان في عام 1894، وشارك فيها الاشتراكيون اليونانيون والبلغاريون والصرب والرومانيون، مما دعم الاستقلال المقدوني داخل الاتحاد العام لجنوب شرق أوروبا، كمحاولة للتعامل مع تعقيد المسألة المقدونية. جاءت المحاولة التالية مباشرة بعد ثورة تركيا الفتاة في عام 1908. وفي العام التالي، اندمجت جمعية العمال الاشتراكيين في سالونيكا مع مجموعتين اشتراكيتين بلغاريتين وتم تأسيس اتحاد العمال الاشتراكي للعمال العثمانيين. لقد قللت هذه المجموعة من الأهمية السياسية للقومية، حتى عام 1913، لأن هذه الأهمية تجلت في حق تقرير المصير الوطني. حافظت قيادتها على موقف معتدل فيما يتعلق بالاتجاهات القومية في الأحزاب الديمقراطية الاشتراكية في البلقان.

### اتحاد البلقان الاشتراكي
نشأت حركة اتحاد البلقان الاشتراكي بعد ثورة تركيا الفتاة في عام 1908. عُقد أول مؤتمر اشتراكي في البلقان يومي 7 و9 يناير 1910 في بلغراد. كانت المنصات الرئيسية في هذا المؤتمر من أجل وحدة البلقان والعمل ضد الحروب الوشيكة. هناك جانب مهم آخر كان الدعوة إلى حل للمسألة المقدونية. وفي عام 1915، وبعد مؤتمر عقد في بوخارست، تقرر إنشاء اتحاد عمالي ديمقراطي اشتراكي ثوري في البلقان، يضم مجموعات تلتزم بمؤتمر زيمروالد وتعارض المشاركة في الحرب العالمية الأولى حيث ترأسها في البداية كريستيان راكوفسكي وقد كان كل من فاسيل كولاروف وجورجي ديميتروف من نشطاءها البارزين. وفي نفس العام، كتب ديميتروف أن مقدونيا، «... التي تم تقسيمها إلى ثلاثة أجزاء...»، سيتم «... لم شملها في دولة واحدة تتمتع بحقوق متساوية في إطار الاتحاد الديمقراطي البلقاني». ستتكون مقدونيا المستقلة والموحدة هذه من الدوائر الجغرافية المقابلة في بلغاريا ويوغوسلافيا واليونان. تم قمع قادة الاتحاد من قبل حكومات البلقان على فترات مختلفة. تم طرد راكوفسكي من مختلف دول البلقان، وخلال الحرب العالمية الأولى، أصبح عضوًا مؤسسًا في الاتحاد العمالي الديمقراطي الاشتراكي الثوري في البلقان. وفي وقت لاحق توجه إلى روسيا، حيث انضم إلى الحزب البلشفي بعد ثورة أكتوبر عام 1917، وبعد ذلك أصبح ديميتروف، وكولاروف، وراكوفسكي أعضاءً في الشيوعية الدولية.

### اتحاد البلقان الشيوعي
بعد ثورة أكتوبر الروسية، تم تشكيل اتحاد شيوعي في البلقان في العامين 1920 و1921 تأثر بوجهات نظر فلاديمير لينين بشأن الجنسية (انظر الأممية البروليتارية). لقد كانت منظمة شيوعية جامعة تُمثل فيها جميع الأحزاب الشيوعية في البلقان وكان تهيمن عليها المتطلبات التي فرضها الاتحاد السوفيتي من خلال الشيوعية الدولية. لقد دعت إلى «جمهورية البلقان الاتحادية» التي كانت ستضم بلغاريا ويوغوسلافيا واليونان وتركيا؛ وشملت بعض المشاريع رومانيا أيضًا، لكن معظمها لم يتصور سوى تفكيكها. وهكذا، أشرفت الهيئة على أنشطة الحزب الشيوعي البلغاري، والحزب الشيوعي اليوغوسلافي، والحزب الشيوعي اليوناني، والحزب الشيوعي التركي، وإلى حد معين، الحزب الشيوعي الروماني. لقد تم تفكيكها في عام 1939.
لقد أثار فاسيل كولاروف في الفترة من مايو حتى يونيو 1922 بصوفيا في بلغاريا، مسألة «استقلال مقدونيا ودبروجة وتراقيا» وأيده ديميتروف، وهو المندوب البلغاري الذي ترأس الاجتماع. طلب المندوب اليوناني التأجيل لأنه كان مترددًا في الموافقة على اقتراح لم يكن على جدول الأعمال. وفي ديسمبر 1923، عقد اتحاد البلقان الشيوعي مؤتمره الخامس في موسكو. وفي عام 1924، دخل الشيوعية الدولية في مفاوضات حول التعاون بين الشيوعيين والمنظمة الثورية المقدونية الداخلية، ومنظمة التراقية الداخلية الثورية، ومنظمة دبروجة الثورية الداخلية، لإنشاء حركة ثورية موحدة. أيد الاتحاد السوفيتي فكرة إنشاء منظمة موحدة جديدة، حيث رأها فرصة لاستخدام هذه الحركات الثورية المتطورة لنشر الثورة في البلقان وزعزعة استقرار ممالكها.
صدر ما يسمى ببيان مايو في 6 مايو 1924 والذي تم فيه عرض أهداف حركة التحرير المقدونية الموحدة: استقلال وتوحيد مقدونيا المقسمة، ومحاربة جميع ممالك البلقان المجاورة، وتشكيل اتحاد شيوعي في البلقان والتعاون مع الاتحاد السوفيتي. وفي عام 1925 وتحت تأثير الحزب الشيوعي البلغاري، انفصلت العديد من الجماعات المنشقة اليسارية (المنظمة الثورية المقدونية الداخلية (المتحدة)، ومنظمة دبروجة الثورية والمنظمة التراقية الداخلية) عن المنظمات الرئيسية. هذه الأجنحة عسكرت من أجل الجمهوريات السوفيتية الخاصة بها، والتي ستكون جزءً من «اتحاد البلقان الشيوعي». ضغط ستالين على الحزب الشيوعي البلغاري للمصادقة على تشكيل دول مقدونية ودبروجة وتراقية من أجل ضم تلك الدول المنفصلة الجديدة في اتحاد البلقان الشيوعي. في وقت لاحق، صدر قرار من اتحاد البلقان الشيوعي للاعتراف بالعرق المقدوني في 7 يناير 1934 من قبل أمانة البلقان للكومنترن. تم قبول القرار من قبل الأمانة السياسية في موسكو في 11 يناير 1934والتي وافقت عليها اللجنة التنفيذية للكومنترن.
وقع مندوب الحزب الشيوعي اليوناني نيكولاوس سارجولوجوس على الاقتراح دون إذن مركزي؛ وبدلًا من العودة إلى أثينا، فقد هاجر إلى الولايات المتحدة. لقد عارض الجهاز السياسي وصحيفة الحزب الشيوعي اليوناني، Rizospastis، هذا الاقتراح لأنه اعتبره جيدًا بالنسبة للحزب الشيوعي البلغاري في بلغاريا ولكنه كارثي بالنسبة للحزب الشيوعي اليوناني. وجد الحزب الشيوعي اليوناني أن موقف BCF بشأن مقدونيا صعب ولكنه وافق عليه لفترة قصيرة. وفي يونيو 1924 وفي اجتماعه الخامس، اعترف بـ«الشعب المقدوني» وفي ديسمبر 1924، أقر الاقتراح من أجل «مقدونيا الموحدة والمستقلة وتراقيا موحدة ومستقلة» بهدف الدخول في اتحاد داخل منطقة البلقان لتكوين اتحاد «ضد النير القومي والاجتماعي للبرجوازية اليونانية والبلغارية».
ومع ذلك، عانى الحزب الشيوعي اليوناني هزيمة ساحقة في الانتخابات اليونانية عام 1928 وخاصة في مقدونيا اليونانية. كانت الخلافات داخل الحزب الشيوعي اليوناني قد جعلت الاقتراح غير مقبول بالفعل بحلول عام 1927، وفي مارس، خفف مؤتمر الحزب الشيوعي اليوناني هذا الإقتراح، داعيًا إلى تحديد المقدونيين تلقائيًا حتى انضمامهم إلى «الاتحاد الاشتراكي السوفييتي في البلقان» وفقط من أجل «جزء من مقدونيا (وهي منطقة فلورينا التي يسكنها السلافوماسدونيانيين» وبحلول عام 1935 دعا ببساطة إلى«المساواة في الحقوق للجميع» بسبب «تغيير التكوين القومي للجزء اليوناني من مقدونيا»، وبالتالي لأن «المبدأ اللينيني - الالستاليني لتقرير المصير يتطلب استبدال الشعار القديم». كان لدى الحزب الشيوعي اليوغوسلافي مشاكله وخلافاته وهي مخاوف من نزع صربية الحزب وضم فاردار بانوفينا إلى بلغاريا الذين شعر سكان فاردار بانوفينا بأنهم أقرب إلى مملكة يوغوسلافيا (وإن لم يتم تحديد هويتهم بالضرورة). اتبع الحزب الشيوعي اليوغوسلافي مثال الحزب الشيوعي اليوناني في عام 1936. وفي عام 1936، تم دمج الأجنحة اليسارية لكل من المنظمة الثورية المقدونية الداخلية والمنظمة التراقية الداخلية الثورية ومنظمة دبروجة الثورية الداخلية وفقًا للمبدأ الإقليمي في الأحزاب الشيوعية في البلقان.
في ألبانيا، تأثرت الأفكار الشيوعية بشكل أساسي بالدول المجاورة. ومع الجهود التي بذلتها الشيوعية الدولية لتأسيس حزب شيوعي من خلال إرسال ودعم المبعوثين كوستا بوشنجاكو وعلي كلمندي لاحقًا، فلم تكن الجماعات الشيوعية منظمة جيدًا وكانت ضعيفة. لن يتم تأسيس الحزب الشيوعي إلا في عام 1941. ومع ذلك، فإن الاتصالات بين الألبان والشيوعية الدولية تم تعيينها من قبل. لقد حدد مؤتمر باريس للسلام حدود ألبانيا على النحو المحدد قبل الحرب العالمية الأولى بواسطة مؤتمر لندن في الفترة 1912 و1913، تاركًا مناطق كبيرة مأهولة بالسكان الألبانيين خارج حدودها. وفي الوقت نفسه، سيطرت على البلاد خلال أوائل العشرينيات من القرن الماضي الطبقة الحاكمة العثمانية دون أن يكون في نيتها معالجة الموضوعات الحادة في البلاد، بما في ذلك الإصلاح الزراعي ومصير الألبان الذين تركوا خارج الحدود.
في أوائل العشرينات من القرن العشرين، اتصل كيانان بالشيوعية الدولية)؛ كان الأول المعارضة اليسارية بقيادة الأسقف فان نولي، والآخر كان لجنة كوسوفو. قال باجرام كوري، وهو ألباني من أصل كوسوفي وشخص رئيسي فيهما، في ديسمبر عام 1921 للوزير السوفيتي في فيينا إن «الشعب الألباني ينتظر بفارغ الصبر ترسيم حدوده ليس على أساس اعتبارات تاريخية وحشية ودموية، ولكن على أساس الوضع القائم بالفعل اليوم. مع اقتناع راسخ بأن روسيا السوفيتية ستكون قادرة في المستقبل القريب على ترسيم حدود أوروبا، وخاصة في البلقان، بطريقة عادلة، فإني أدعو الرب أن الحكومة السوفيتية العظيمة ستوافق على طلباتنا العادلة في ذلك الوقت.»
بعد ثورة يونيو الفاشلة، استقر نولي وآخرون في فيينا حيث شكلوا كوناري (اللجنة الوطنية الثورية)، وهي لجنة ثورية يسارية مؤيدة للسوفييت. وعبر كوناري، ولكن حتى لوجودها وحدها، فإن لجنة كوسوفو ستنضم إلى اتحاد البلقان وستحصل على الدعم المالي. سيتعاونون مع مسلحي المنظمة الثورية المقدونية الداخلية مثل تيودور الكسندروف وبيتار شاليف. وبحلول عام 1928، أصبحت كوناري بحكم الواقع تحت سيطرة الشيوعية الدولية. تم إرسال 24 شابًا ألبانيًا إلى موسكو للدراسة في المؤسسات السوفيتية. ولكن بحلول أوائل الثلاثينيات، أصبح الدفاع عن يوغسلافيا خطًا شيوعيًا رسميًا. وبهذه الطريقة تلاشى أي دعم للجنة كوسوفو. أدى إدخال مصالح إيطاليا الفاشية في المعادلة إلى تعطيل أي صلة بين الحركات القومية الألبانية والشيوعية الدولية. ستنتهي كوناري أيضًا في منتصف ثلاثينيات القرن العشرين، تاركة الشيوعية الدولية مع عدد قليل من الجماعات الشيوعية المتفرقة داخل ألبانيا.

## فترة كومينفورم (1946–1948)

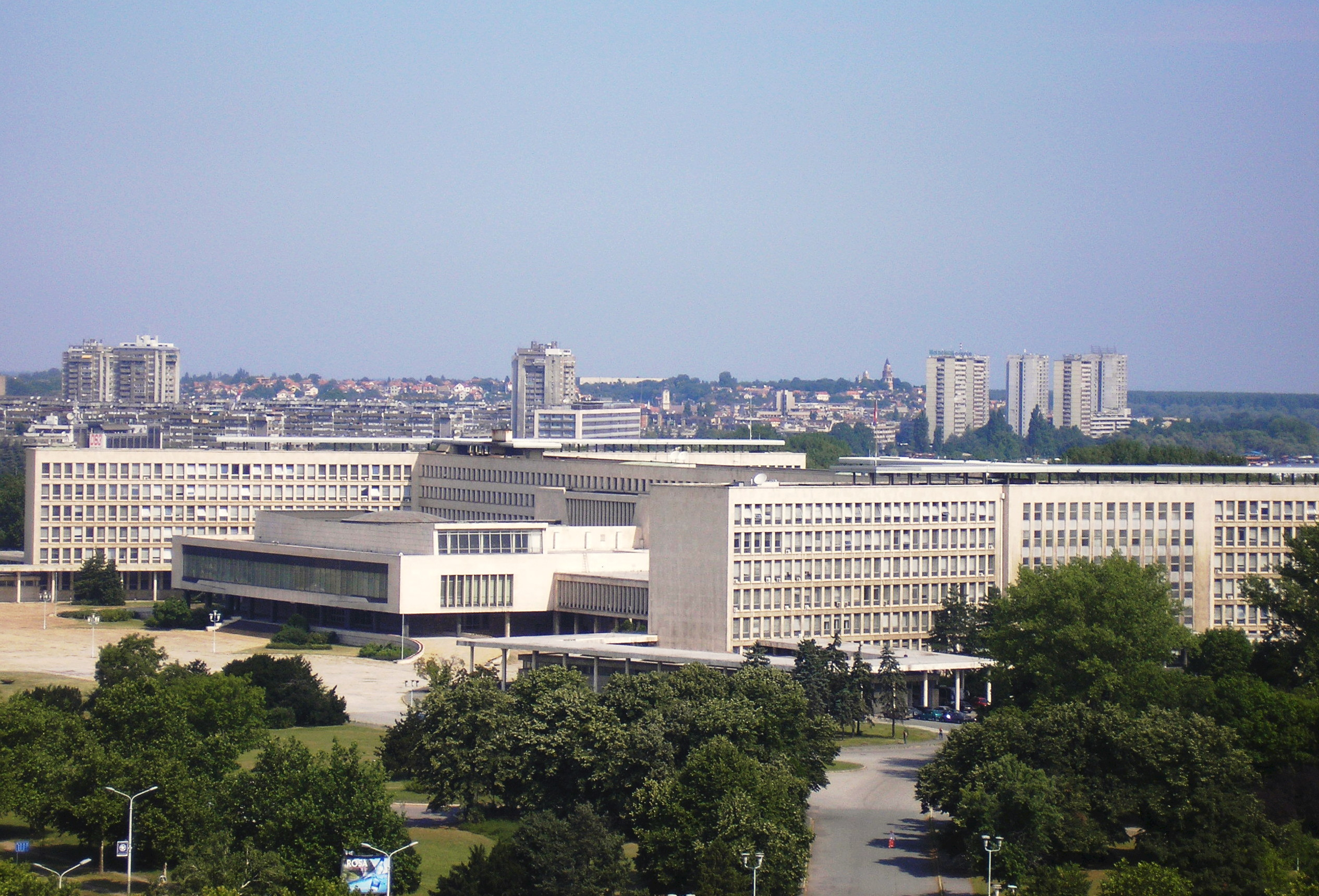
قصر الاتحاد (اليوم قصر صربيا) كان من المتوقع أن يكون مقر الاتحاد

لفترة قصيرة خلال كومنفورم، عمل الزعيمان الشيوعي اليوغسلافي جوزيف بروز تيتو والبلغاري جورجي ديميتروف على مشروع لدمج بلديهما في جمهورية اتحاد البلقان. وكتازل للجانب اليوغوسلافي، وافقت السلطات البلغارية على الاعتراف بعرق ولغة مقدونية متميزة في جزء من سكانها في الجزء البلغاري من المنطقة الجغرافية لمقدونيا. لقد كان هذا أحد شروط اتفاقية بليد، الموقعة بين يوغوسلافيا وبلغاريا في 1 أغسطس 1947. وفي نوفمبر 1947، وتحت ضغط اليوغوسلاف والسوفييت، وقعت بلغاريا أيضًا معاهدة صداقة مع يوغوسلافيا. كان رئيس الدولة البلغارية جورج ديميتروف متعاطفًا مع المسألة المقدونية. اضطر الحزب الشيوعي البلغاري مرة أخرى إلى تكييف موقفه مع المصالح السوفيتية في البلقان. لقد جرى عكس السياسات الناتجة عن الاتفاق بعد انفصال تيتو-ستالين في يونيو عام 1948 عندما أُجبرت بلغاريا، التابعة للمصالح السوفيتية، على اتخاذ موقف ضد يوغوسلافيا.

## الفترة المعاصرة

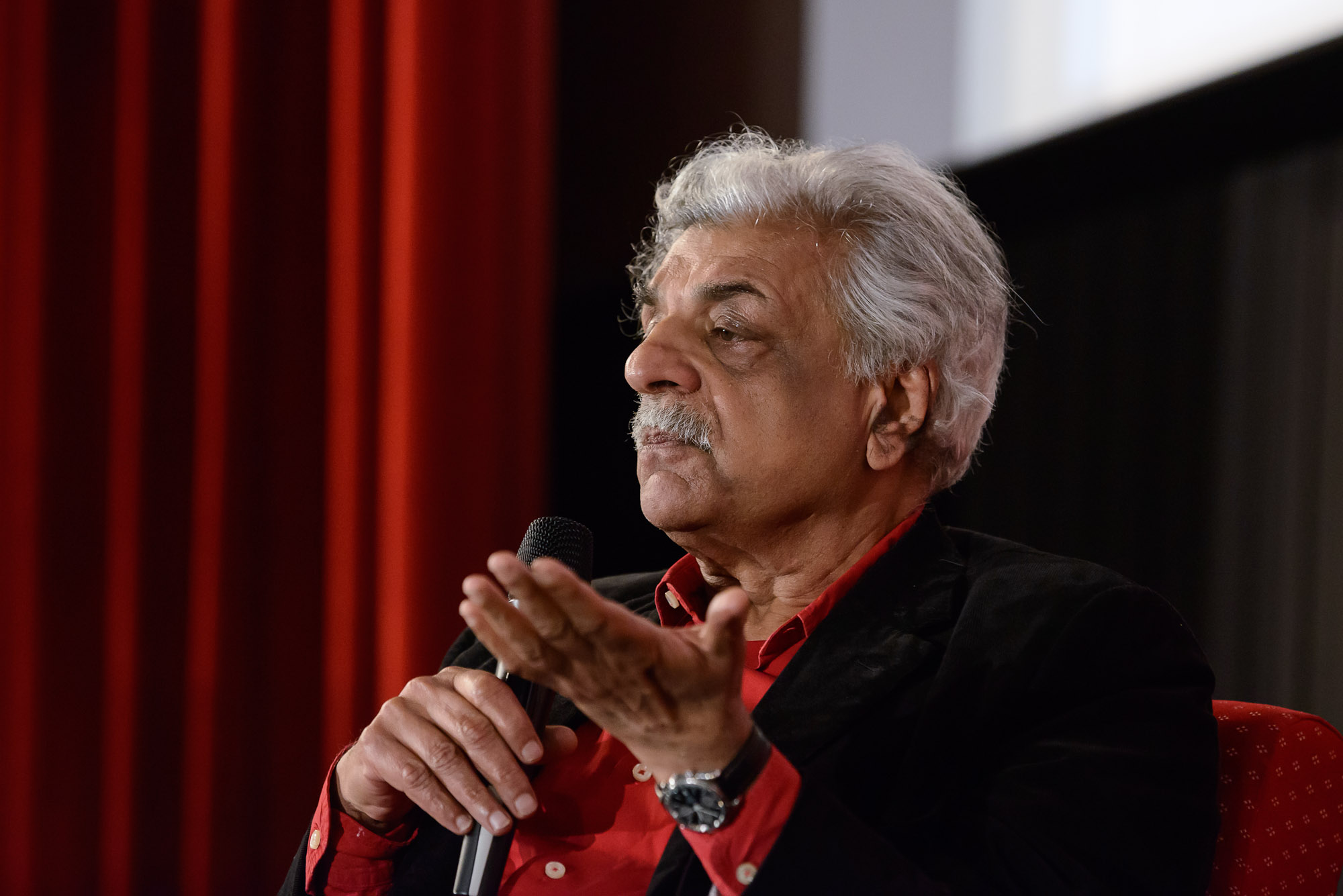
طارق علي يتحدث عن مهرجان التخريب 2013 في زغرب.

تحظر المادة 142 من دستور كرواتيا صراحة أي إجراء للربط مع الدول الأخرى إذا كانت هذه الرابطة تؤدي، أو قد تؤدي، إلى تجديد اتحاد دولة جنوب السلاف (يوغوسلافيا) أو أي شكل من أشكال دولة البلقان الموحدة.
اقترح الناشط السياسي البريطاني والمفكر العام طارق علي فكرة اتحاد البلقان داخل الاتحاد الأوروبي باعتبارها مخرجًا من «القومية الضيقة» وطريقة «للتخلص من بيروقراطيين الاحتلال والجيوش التي تم وضعها هناك». صرح ايفايلو ديتشيف، أستاذ الأنثروبولوجيا الثقافية بجامعة صوفيا، في مقابلة مع مجلة دويتشه فيله أن إحياء روح الانفتاح اليوغوسلافي والتنوع الثقافي وإحياء فكرة المدينة الفاضلة بعد الحرب عن الاتحاد البلقاني سيكون مفيدًا للمنطقة ولأفكارها الأوروبية الدمجية.

## روابط خارجية
- اتحاد البلقان والبلقان الاشتراكية الديمقراطية، «التاريخ الثوري».
- نشرة اتحاد العمال الاشتراكيين الديمقراطيين في البلقان. رقم 1، يوليو 1915.
- يانكو ساكاسوف، السلافية الجديدة، اتحاد البلقان والديمقراطية الاشتراكية، «دير كامبف»، الرابع، 5، 1 فبراير 1911.